# Lijst van Mabuyinae
Onderstaand een lijst van alle soorten skinken uit de onderfamilie Mabuyinae. Er zijn 203 soorten in 24 geslachten, zeven geslachten zijn monotypisch en worden slechts door een enkele soort vertegenwoordigd. 
- Alinea lanceolata
- Alinea luciae
- Aspronema cochabambae
- Aspronema dorsivittatum
- Brasiliscincus agilis
- Brasiliscincus caissara
- Brasiliscincus heathi
- Capitellum mariagalantae
- Capitellum metallicum
- Capitellum parvicruzae
- Chioninia coctei
- Chioninia delalandii
- Chioninia fogoensis
- Chioninia nicolauensis
- Chioninia spinalis
- Chioninia stangeri
- Chioninia vaillantii
- Copeoglossum arajara
- Copeoglossum aurae
- Copeoglossum margaritae
- Copeoglossum nigropunctatum
- Copeoglossum redondae
- Dasia griffini
- Dasia grisea
- Dasia haliana
- Dasia johnsinghi
- Dasia nicobarensis
- Dasia olivacea
- Dasia semicincta
- Dasia subcaerulea
- Dasia vittata
- Dasia vyneri
- Eumecia anchietae
- Eumecia johnstoni
- Eutropis allapallensis
- Eutropis andamanensis
- Eutropis ashwamedhi
- Eutropis austini
- Eutropis beddomei
- Eutropis bibronii
- Eutropis bontocensis
- Eutropis carinata
- Eutropis chapaensis
- Eutropis clivicola
- Eutropis cumingi
- Eutropis darevskii
- Eutropis dissimilis
- Eutropis englei
- Eutropis floweri
- Eutropis gansi
- Eutropis grandis
- Eutropis greeri
- Eutropis indeprensa
- Eutropis innotata
- Eutropis longicaudata
- Eutropis macrophthalma
- Eutropis macularia
- Eutropis madaraszi
- Eutropis multicarinata
- Eutropis multifasciata
- Eutropis nagarjunensis
- Eutropis quadratilobus
- Eutropis quadricarinata
- Eutropis rudis
- Eutropis rugifera
- Eutropis tammanna
- Eutropis trivittata
- Eutropis tytleri
- Exila nigropalmata
- Heremites auratus
- Heremites septemtaeniatus
- Heremites vittatus
- Lubuya ivensii
- Mabuya berengerae
- Mabuya cochonae
- Mabuya desiradae
- Mabuya dominicana
- Mabuya grandisterrae
- Mabuya guadeloupae
- Mabuya hispaniolae
- Mabuya mabouya
- Mabuya meridensis
- Mabuya montserratae
- Mabuya parviterrae
- Mabuya pergravis
- Mabuya zuliae
- Manciola guaporicola
- Marisora alliacea
- Marisora aurulae
- Marisora brachypoda
- Marisora falconensis
- Marisora magnacornae
- Marisora roatanae
- Marisora unimarginata
- Notomabuya frenata
- Orosaura nebulosylvestris
- Panopa carvalhoi
- Panopa croizati
- Psychosaura agmosticha
- Psychosaura macrorhyncha
- Spondylurus anegadae
- Spondylurus caicosae
- Spondylurus culebrae
- Spondylurus fulgidus
- Spondylurus haitiae
- Spondylurus lineolatus
- Spondylurus macleani
- Spondylurus magnacruzae
- Spondylurus martinae
- Spondylurus monae
- Spondylurus monitae
- Spondylurus nitidus
- Spondylurus powelli
- Spondylurus semitaeniatus
- Spondylurus sloanii
- Spondylurus spilonotus
- Spondylurus turksae
- Toenayar novemcarinata
- Trachylepis acutilabris
- Trachylepis adamastor
- Trachylepis affinis
- Trachylepis albilabris
- Trachylepis albotaeniata
- Trachylepis atlantica
- Trachylepis aureopunctata
- Trachylepis bayonii
- Trachylepis bensonii
- Trachylepis betsileana
- Trachylepis binotata
- Trachylepis bocagii
- Trachylepis boettgeri
- Trachylepis boulengeri
- Trachylepis brauni
- Trachylepis brevicollis
- Trachylepis buettneri
- Trachylepis capensis
- Trachylepis casuarinae
- Trachylepis chimbana
- Trachylepis comorensis
- Trachylepis cristinae
- Trachylepis damarana
- Trachylepis depressa
- Trachylepis dichroma
- Trachylepis dumasi
- Trachylepis elegans
- Trachylepis ferrarai
- Trachylepis gonwouoi
- Trachylepis gravenhorstii
- Trachylepis hemmingi
- Trachylepis hildebrandtii
- Trachylepis hoeschi
- Trachylepis homalocephala
- Trachylepis infralineata
- Trachylepis irregularis
- Trachylepis keroanensis
- Trachylepis lacertiformis
- Trachylepis laevigata
- Trachylepis laevis
- Trachylepis lavarambo
- Trachylepis loluiensis
- Trachylepis maculata
- Trachylepis maculilabris
- Trachylepis madagascariensis
- Trachylepis makolowodei
- Trachylepis margaritifera
- Trachylepis megalura
- Trachylepis mekuana
- Trachylepis mlanjensis
- Trachylepis monardi
- Trachylepis nancycoutuae
- Trachylepis nganghae
- Trachylepis occidentalis
- Trachylepis ozorii
- Trachylepis pendeana
- Trachylepis perrotetii
- Trachylepis planifrons
- Trachylepis polytropis
- Trachylepis principensis
- Trachylepis pulcherrima
- Trachylepis punctatissima
- Trachylepis punctulata
- Trachylepis quinquetaeniata
- Trachylepis rodenburgi
- Trachylepis sechellensis
- Trachylepis socotrana
- Trachylepis sparsa
- Trachylepis spilogaster
- Trachylepis striata
- Trachylepis sulcata
- Trachylepis tandrefana
- Trachylepis tavaratra
- Trachylepis tessellata
- Trachylepis thomensis
- Trachylepis varia
- Trachylepis variegata
- Trachylepis vato
- Trachylepis vezo
- Trachylepis volamenaloha
- Trachylepis wingati
- Trachylepis wrightii
- Varzea altamazonica
- Varzea bistriata
- Vietnascincus rugosus